# Булиньи, Франсиско
Франсиско Доминго Хосеф Булиньи-и-Паре (исп. Francisco Domingo Joseph Bouligny; 4 сентября 1736 — 25 ноября 1800) — высокопоставленный испанский военный и политический деятель в Испанской Луизиане. Будучи франкоязычным на испанской службе, он был мостом между креольской и французской Луизианой и Испанией после передачи территории от Франции Испании. Булиньи служил вице-губернатором при Бернардо де Гальвесе, основал город Нью-Иберия в 1779 году и исполнял обязанности военного губернатора в 1799 году.

## Ранняя жизнь
Булиньи, которого в семье называли «Фраскито», родился в 1736 году в Аликанте, Испания, в семье Жана (Жуана) Булиньи, успешного французского купца, и Мари Паре, которая была из Аликанте. В возрасте 10 лет его отправили в школу для мальчиков, основанную епископом Ориуэла, которую он окончил в 1750 году и присоединился к семейному бизнесу по импорту-экспорту , который торговал тканями, специями, винами и многим другим из как вокруг Средиземного моря, так и через Атлантику.

## Ранняя военная карьера
В 1758 году Булиньи поступил на службу в испанскую армию, вступив в саморрский полк. Через год он перешел в Королевский полк испанской гвардии и был назначен лейтенантом пехоты и отправлен в Гавану, Куба, в 1762 году. В то время Испания вступила в Семилетнюю войну и, в то время как Булиньи направлялся из Кадиса, где англичане захватили Гавану. Новые приказы заставили Булиньи переждать остаток войны в Санта-Крус-де-Ренерифе на Канарских островах. В августе 1763 года Булиньи прибыл в Гавану, где он находился до 1769 года, когда он присоединился к Алехандро О’Рейли в качестве адъютанта в его экспедиции по подавлению Луизианского восстания. Поскольку Булиньи свободно говорил по-французски, ему было поручено доставлять послания испанского правительства франкоязычным жителям Луизианы, и он выступал в качестве переводчика во время военного процесса над лидерами повстанцев.
Франсиско Булиньи был повышен до звания капитана-бревета во вновь сформированном фиксированном пехотном батальоне Луизианы . В 1772 году он был назначен губернатором Луисом де Унзага полным капитаном. Однако год спустя Булиньи был освобожден от командования Унзагой и помещен под домашний арест за то, что приказал группе дезертиров приговорить группу дезертиров к шести годам тюремного заключения вместо четырех месяцев, предусмотренных королевским кодексом. В конце концов, О’Рейли заступился за Булиньи, и он был восстановлен в своем командовании с предупреждением.
В 1775 году Булиньи было разрешено вернуться в Европу, чтобы уладить семейные дела. Находясь в Испании, Булиньи написал беседу о населении Нового Орлеана и испанской Луизианы (Memoria histórica y politica sobre la Luisiana) . Memoria привлекла внимание испанских властей к своим владениям в Луизиане и их потенциалу для развития сельского хозяйства и торговли. Он также подчеркнул важность хороших отношений с коренными американцами региона и необходимость улучшения защиты территории в качестве стратегического буфера против британской Северной Америки . С этой целью Булиньи включил в Мемориа подробные предложения по новым и усиленным укреплениям вдоль многих водных путей территории. Мемориа была хорошо принята в Мадриде и оказала влияние на будущее развитие Испанской Луизианы.

## Возвращение в Луизиану
В 1777 году Франсиско Булиньи вернулся в Луизиану, где губернатор Бернардо де Гальвес назначил его вице-губернатором. В его обязанности входило управление торговлей и отношениями с индейскими племенами, а также основание новых поселений. В «Мемории» Булиньи выступал за расселение испанских и других иммигрантов-католиков по всей Луизиане, чтобы укрепить власть Испании на территории, включая англо-американцев, которые были готовы переключить свою лояльность на Испанию . Следуя этому плану поселения, в апреле 1779 года Булиньи привел группу из 500 колонистов малагеньо и исленьо вверх по Байу-Тече, чтобы основать город Нью-Иберия.
Однако отношения между Булиньи и Гальвесом были натянутыми. Эти двое столкнулись из-за вопросов, связанных с торговлей и поселениями, в частности, из-за местоположения поселения в Нью-Иберии и подхода Гальвеса к британскому поселению у реки Миссисипи. Булиньи также смешивал личные и официальные дела, в том числе по крайней мере один раз, когда он платил себе за использование своих порабощенных рабочих. Гальвес неуклонно работал над изоляцией Булиньи, ставя под сомнение его действия, тщательно проверяя расходы на поселение в Новой Иберии и личные финансы Булиньи, и не рекомендуя его для продвижения по службе.
В конце 1779 года, во время Войны за независимость США, Испания напала на британские владения в Западной Флориде, а Булиньи участвовал во взятии форта Бьют и в битве при Батон-Руж. В 1780 году Булиньи возглавил экспедицию против британцев в Мобиле , а позже он участвовал в осаде Пенсаколы.
В 1783 году Булиньи было приказано ликвидировать колонию беглецов от рабства (симарронов) вниз по течению от Нового Орлеана. К июню 1784 года экспедиция захватила 60 человек, в том числе лидера колонии Жана Сен-Мало ; В следующем расследовании официальные лица выявили дюжину рабов, помогавших планировать побеги с плантаций.
В 1784 году, когда губернатор Эстебан Родригес Миро отправился в Западную Флориду, чтобы договориться с народами маскоги, чикасо и чокто, Франсиско Булиньи исполнял обязанности губернатора Луизианы. В следующем году Миро отправил Булиньи в Натчез, чтобы обеспечить испанское правление в этом районе и противостоять американским посягательствам, связанным с противоречиями в Западной Флориде. В марте 1791 года Булиньи был назначен полковником и назначен командиром фиксированного пехотного полка Луизианы, должность, которую он занимал до своей смерти в 1800 году.
После смерти губернатора Мануэля Гайозо де Лемоса 18 июля 1799 года Франсиско Булиньи был назначен военным губернатором Луизианы, а Николас Мария Видаль — гражданским губернатором, пока новый генерал-губернатор Себастьян Кальво де ла Пуэрта-и-О’Фаррилл, маркиз де Каса-Кальво прибыл в колонию 18 декабря 1799 года.

## Смерть и почести
Булиньи умер в Новом Орлеане 25 ноября 1800 года после продолжительной болезни. Он удостоился чести быть погребенным в соборе Сент-Луиса. В сентябре 1800 года испанская корона назначила Булиньи бригадным генералом, но письменная копия комиссии попала в Луизиану только после его смерти.
Булиньи оставил после себя то, что считалось обширной библиотекой из 148 книг, винный погреб, вмещающий около 500 бутылок вина, и 31 раба.
В 1977 году потомки Булиньи основали Фонд Булиньи для содействия изучению испанской Луизианы путем поддержки исследований и ежегодной серии лекций. После того, как фонд распался в начале 2000-х, ежегодная программа лекций Булиньи была продолжена The Historic New Orleans Collection.

## Личная жизнь
Булиньи описывался как «довольно высокий и худощавый, с благородной военной выправкой, легким и достойным в манерах и теплым в дружбе». На протяжении всей своей жизни Булиньи поддерживал активную переписку на французском и испанском языках со своей семьей и официальными лицами по всему миру. В зависимости от используемого языка его имя дается как «Франциско» или «Франсуа».
29 декабря 1770 года Булиньи женился на Мари-Луизе Ле Сенешаль д’Обервиль (1750—1834), которая принадлежала к известной французской семье из Луизианы. Это был выгодный брак для обеих семей, а политические связи Булиньи помогли урегулировать непогашенный долг матери Ле Сенешаль д’Обервиль и позволили ему начать накапливать имущество в городе. У пары было четверо детей, в том числе Чарльз Доминик Джозеф Булиньи, который был избран законодательным собранием штата в Сенат США в 1820-х годах , и Луи Булиньи, в честь которого был назван район Фобур-Булиньи в Новом Орлеане. Его внук Джон Эдвард Булиньи был избран в Конгресс в 1859 году.
Старший брат Булиньи, Хуан де Булиньи, был первым послом Испании в Османской империи с 1779 по 1793 год.